# كرستن أوت
كرستن أوت (بالألمانية: Kerstin Ott)‏ هي موسيقية ومغنية ألمانية، ولدت في 17 يناير 1982 في برلين في ألمانيا.

## وصلات خارجية
- كرستن أوت على موقع IMDb (الإنجليزية)
- كرستن أوت على موقع ميوزك برينز (الإنجليزية)
- كرستن أوت على موقع أول ميوزيك (الإنجليزية)
- كرستن أوت على موقع ديسكوغز (الإنجليزية)